# Hyalinaspis nigricamera
Hyalinaspis nigricamera är en insektsart som beskrevs av Taylor 1962. Hyalinaspis nigricamera ingår i släktet Hyalinaspis och familjen rundbladloppor. Inga underarter finns listade i Catalogue of Life.